# Saghid Murtazaliev
Saghid Murtazaliev (n. 11 martie 1974, Mahacikala, RSFS Rusă, URSS) este un luptător ce a reprezentat Ucraina, medaliat olimpic. A participat la 2 ediții ale Jocurilor Olimpice (1996, 2000) în care a câștigat o medalie de aur.